# 魏森
魏森（德語：Weisen）是德国勃兰登堡州的一个市镇，隶属于普里格尼茨县。总面积为15.63平方千米，截至2020年总人口为967人。